# Adolf Friedrich Fuchs

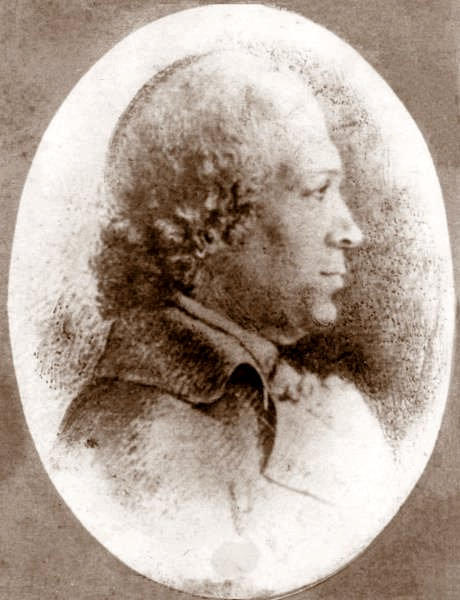
Adolf Friedrich Fuchs

Adolf Friedrich Fuchs (* 27. Dezember 1753 in Neuenkirchen (bei Neubrandenburg); † 13. April 1828 in Güstrow) war ein deutscher evangelisch-lutherischer Theologe und Gymnasiallehrer.

## Leben
Adolf Friedrich Fuchs war ein Sohn des Pastors in Woldegk Johann Conrad Fuchs († 1792). Er besuchte das Gymnasium in Friedland (Mecklenburg). Kaum 18 Jahre alt, begann er 1771 ein Studium der Evangelischen Theologie an der Universität Göttingen. Nach seinem Examen 1774 war er, wie damals üblich, als Hauslehrer tätig, erst in Ankershagen in der Familie des Klosterhauptmanns von Oertzen, dann in Möllenhagen beim Baron le Fort und in Wolfshagen (Uckerland) beim Reichsgrafen Otto Alexander von Schwerin (* 20. März 1737; † 17. März 1819).

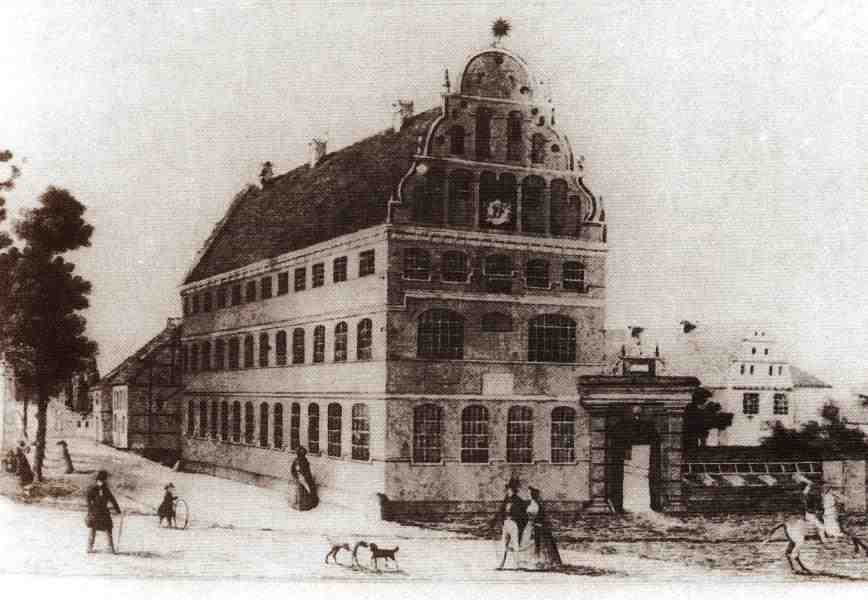
Domschule Güstrow um 1800

1778 wurde er Konrektor in Prenzlau und 1781 Rektor der Domschule Ratzeburg auf dem zu Mecklenburg-Strelitz gehörenden Domhof Ratzeburg. 1788 verfasste er hier als Gratulationsschrift auf den 50. Geburtstag des Herzogs Adolf Friedrich IV. auf Latein eine Geschichte des Fürstentums Ratzeburg. 1789 wechselte er als Rektor an die Domschule Güstrow. Mit seinem Amtsantritt begann eine Reform des Lehrplans nach dem Vorbild des Unterrichts in den Schulen der Franckeschen Stiftungen. Obwohl weiterhin der Zugang zur Universität Ziel des Unterrichts blieb, wurde ein Schwerpunkt auf die allgemeine Bildung gelegt, die Schülern zugutekommen sollte, die einen praktischen bürgerlichen Beruf ergreifen wollten. Der Stundenplan sah ein Kurssystem vor, bei dem die Schüler nach ihren Fähigkeiten eingestuft wurden. Nur Latein und Religion blieben für alle Schüler obligatorisch.  1792 erhielt Fuchs den Titel Professor.
1810 ernannte ihn Herzog Friedrich Franz I. zum adjungierten Superintendenten des Kirchenkreises Güstrow; im Jahre darauf, nach dem Tod des Superintendenten und Dompredigers Carl Friedrich Piper (1746–1811), übernahm Fuchs das Amt regulär.
Adolf Friedrich Fuchs war drei Mal verheiratet, zunächst seit 1780 mit Elise A. C., geb. Danneel († 1788), in zweiter Ehe 1788 mit Marie Elisabeth, geb. Giesenhagen († 31. August 1796) und in dritter Ehe 1797 mit (Margarete) Dorothea, geb. Schröder (1765–1811). Aus den drei Ehen hatte Fuchs 16 Kinder, darunter den Pastor Adolf Fuchs, der als Forty-Eighter nach Texas auswanderte.

## Werke
- Succincta historiae principatus Raceburgensis expositio. 1788
- Der Brief Pauli an die Römer übersetzt und mit Anmerkungen erläutert. Stendal 1789
- Was muss ein Jüngling wissen, wie muss er vorbereitet seyn, wenn er die Universität mit Nutzen beziehen will. Rostock 1790
- Entwurf zum Unterricht in der christlichen Religion. Stendal 1793
- Versuch einer Geschichte des Güstrower Gymnasiums. 1801
- Blicke auf die mecklenburgische Kirchenreformation. 1802
- Letztes Wort an seine Mitbürger bei Niederlegung seines Rectorats. Güstrow 1810